# Dampetrellus scaber
Dampetrellus scaber is een hooiwagen uit de familie Assamiidae.